# Учалле
Учалле́ (тат. Үчәлле) — село в Азнакаевском районе Республики Татарстан. Административный центр Учаллинского сельского поселения.

## Этимология
Топоним произошёл от гидронима на татарском языке «Үчәлле» (Учалле).

## География
Село расположено в Восточном Закамье на реке Учалле, в 11 км к северо-востоку от города Азнакаево.

## История
В 1856 году учтены 210 государственных крестьян из татар и 68 башкир-вотчинников.
В «Списке населенных мест по сведениям 1859 года», изданном в 1864 году, населённый пункт упомянут как казённая и башкирская деревня Учалли 4-го стана Бугульминского уезда Самарской губернии. Располагалась при безымянном ключе, по левую сторону почтового тракта из Бугульмы в Уфу, в 48 верстах от уездного города Бугульмы и в 45 верстах от становой квартиры в казённом селе Ефановка (Крым-Сарай, Орловка, Хуторское). В деревне в 53 дворах жили 315 человек (144 мужчины и 171 женщина). Была мечеть.

## Население
Количество жителей Учалле по годам (источник:Татарская энциклопедия)
| Годы | 1816 | 1859 | 1889 | 1897 | 1910 | 1920 | 1926 | 1938 | 1949 | 1958 | 1970 | 1979 | 1989 | 2002 | 2010 | 2015 |
| ---- | ---- | ---- | ---- | ---- | ---- | ---- | ---- | ---- | ---- | ---- | ---- | ---- | ---- | ---- | ---- | ---- |
|      | 83   | 315  | 593  | 692  | 902  | 988  | 694  | 638  | 545  | 577  | 547  | 418  | 348  | 340  | 345  | 306  |

Национальный состав
Согласно результатам переписи 2002 года, в национальной структуре населения татары составили 98%.

## Религия
В 1994 году в селе была открыта мечеть.

### Комментарии
1. ↑  Расстояние измерено с помощью инструментария Яндекс.Карты
2. ↑  души мужского пола